# John William Roberts
John William Roberts ( * 1882 - 1957 ) fue un botánico, micólogo estadounidense, que realizó identificaciones y clasificaciones de nuevas especies, publicándolas habitualmente en Bot. Zhurn. de Moscú & de Leningrado.

## Algunas publicaciones
- Snapp, oliver i.; william franklin Turner, john william Roberts. 1922. Controlling The Curculio, Brown-Rot, And Scab In The Peach Belt Of Georgia. Ed. Kessinger Publish. 36 pp. ISBN 1-120-18236-0

## Honores

### Epónimos
- (Convolvulaceae) Turbina robertsiana]] (Rendle) A.Meeuse[1]

- La abreviatura «Roberts» se emplea para indicar a John William Roberts como autoridad en la descripción y clasificación científica de los vegetales.[2]